# Mícheál Mac Donncha

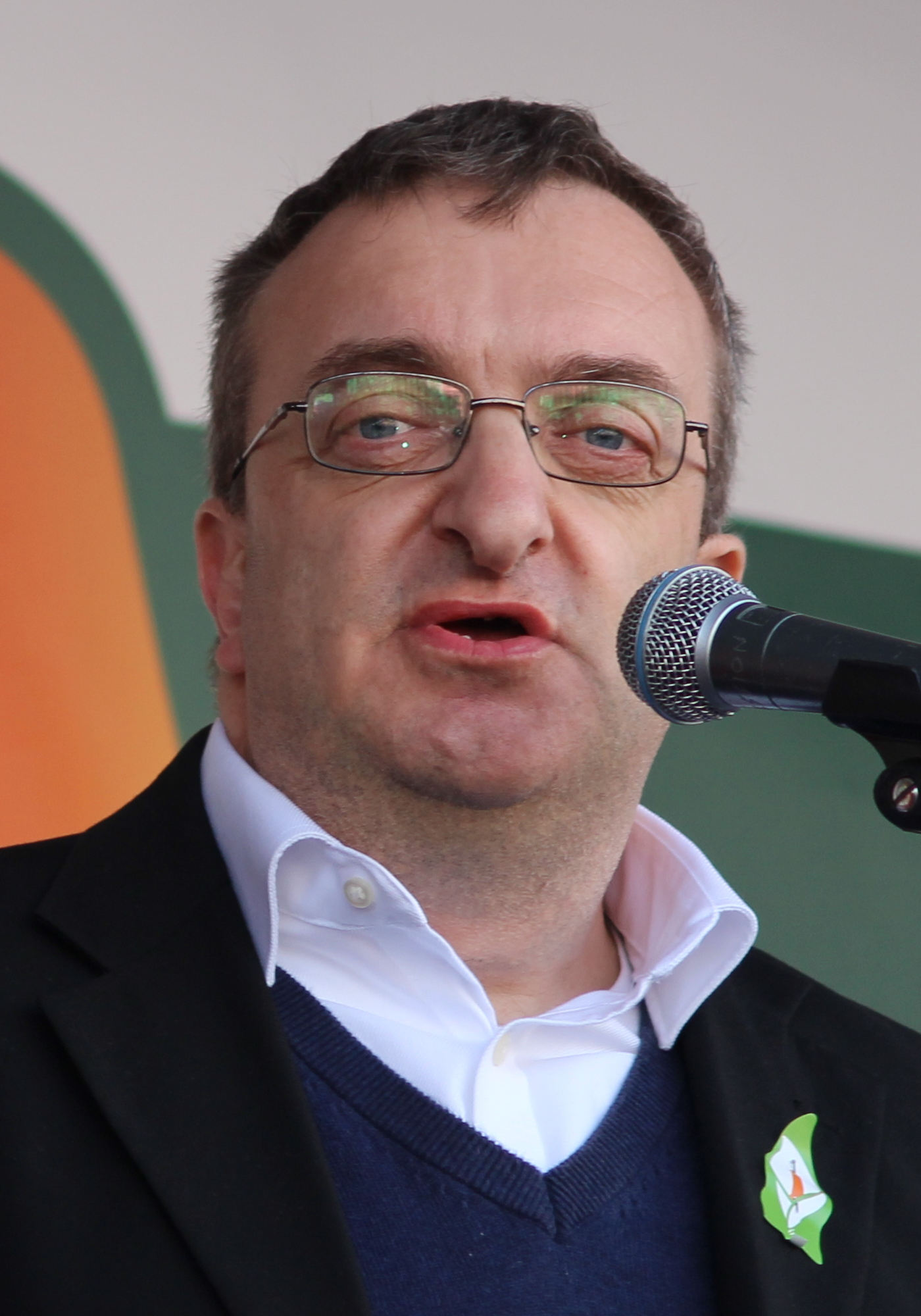
Mícheál Mac Donncha (2015)

Mícheál Éamonn Mac Donncha [mʲiːhɑːl eːmən̪ mək d̪ɔn̪əχə] (* um 1965 als Michael McConkey) ist ein irischer Politiker der Sinn Féin und von Juni 2017 bis Juni 2018 der 348. Oberbürgermeister von Dublin.

## Leben
Als zwölfjähriger spielte er 1977 in dem Spielfilm The Last Remake of Beau Geste mit. Später wechselte er zu der irischsprachigen Version seines Familiennamens.
Von 1990 bis 1996 war Mac Donncha der Herausgeber von An Phoblacht, der offiziellen Zeitschrift der Sinn Féin. Danach war er für 17 Jahre, von 1997 bis 2014, als parlamentarischer Assistent des Abgeordneten Caoimhghín Ó Caoláin tätig.
2011 rückte Mac Donncha für den zurückgetretenen Killian Forde in das Dublin City Council nach. Forde war ursprünglich für die Sinn Féin in das Dublin City Council gewählt worden, wechselte dann aber zu der Irish Labour Party. Mit Fordes Rücktritt stand der Sitz nun wieder der Sinn Féin zu. Bei den nächsten regulären Wahlen 2014 konnte Mac Donncha seinen Sitz verteidigen.
Bei den Wahlen zum Dáil Éireann 2016 kandidierte er erfolglos im Wahlkreis Dublin Bay North.
Am 26. Juni 2017 wurde er mit 35 Stimmen zum Oberbürgermeister von Dublin (Lord Mayor of Dublin) gewählt und löste damit Brendan Carr ab. Sein Nachfolger wurde Nial Ring.